# Ida Sund
Ida Amy Hee-Sook Sund, född 28 januari 1998, är en svensk professionell dansare. Hon är svensk mästare i de båda grenarna tio- och standarddans. Hon är sedan år 2023 en av proffsdansarna i TV-programmet Let's Dance, samt i dess norska motsvarighetsprogram Skal vi danse.